# GI-600
La carretera de Tordera a Blanes ( GI-600 ) es una carretera española, de nivel provincial en la provincia de Gerona administrada por la Generalidad de Cataluña. 
La via, de una dirección de ida y otra de vuelta en todo el recorrido, conecta la salida de la  N-II  en Tordera y la salida de la  GI-512  también en Tordera, con la  GI-682 , a la altura de la rotonda de los fuegos artificiales de Blanes.  Es además, la única conexión existente entre la  C-32  y la subcomarca de la Selva marítima. Este hecho provoca grandes retenciones durante los meses de verano, debido a la gran afluencia de turistas de las comarcas catalanas al sur que visitan Blanes, Lloret de Mar y Tosa de Mar. 
La ahora detenida expansión de la  C-32  hasta la  GI-681 , hubiera abierto dos nuevas salidas, una hacia la  C-63  para acceder a Lloret de Mar y otra hacia la ya mencionada  GI-681  hacia Tosa de Mar. Sin embargo, la oposición a la expansión por parte de un gran número de personas de la zona por la presencia de un santuario religioso en el lugar (el Vilar), entre otros factores, ha mantenido a la  GI-600  como la única conexión. 
La carretera comparte con las carreteras  GI-512  y  GI-553 , la demonimación  C-747  por parte de la Generalidad de Cataluña. 